# Aubrieta anamasica
Aubrieta anamasica är en korsblommig växtart som beskrevs av Pesmen och Adil Güner. Aubrieta anamasica ingår i släktet aubrietior, och familjen korsblommiga växter. Inga underarter finns listade i Catalogue of Life.